# Oxymeris dimidiata
Oxymeris dimidiata é uma espécie de gastrópode do gênero Oxymeris, pertencente a família Terebridae.